# ماري روبن
ماري روبن (بالفرنسية: Marie-Monique Robin)‏ (و. 1960  م) هي صحفية، ومخرجة أفلام فرنسية، ولدت في دو سيفر.

## التعليم
تعلمت في جامعة سارلاند، وتعلمت في جامعة ستراسبورغ
.

## جوائز
حصلت على جوائز منها:
- جائزة راشيل كارسون (جائزة حماية البيئة) (2009)
- جائزة ألبرت لندرس
- وسام جوقة الشرف من رتبة فارس

## وصلات خارجية
- ماري روبن على موقع IMDb (الإنجليزية)
- ماري روبن على موقع روتن توميتوز (الإنجليزية)
- ماري روبن على موقع ألو سيني (الفرنسية)
- ماري روبن على موقع أول موفي (الإنجليزية)
- ماري روبن على موقع ديسكوغز (الإنجليزية)
- ماري روبن على موقع قاعدة بيانات الفيلم (الإنجليزية)
- ماري روبن على موقع كينوبويسك (الروسية)